# Zschettgau
Zschettgau ist ein Dorf westlich von Eilenburg und ein Ortsteil dieser Stadt. Sie liegt im Nordwesten von Sachsen.

## Geografie und Verkehr
Die Ortschaft Zschettgau liegt zwischen Pressen und Kospa, die beide auch Ortsteile von Eilenburg sind. Zschettgau hat zwei Verbindungen zur Staatsstraße 4 (Delitzsch–Eilenburg) und eine Ortsverbindung nach Ochelmitz (Gemeinde Jesewitz). An Arbeitstagen wird der Ort von Bussen Richtung Eilenburg und Delitzsch bedient. Der nächste Bahnhof ist Kämmereiforst an der Strecke Halle–Eilenburg.

## Geschichte
Zschettgau wurde 1349/1350 erstmals als Zcetkow erwähnt. Dieser Name ist, wie die Ortsnamen der Umgebung sorbischen Ursprungs und kann als zahlreich oder zählen gedeutet werden. Der Grundriss der Siedlung ist ein Rundling. Zschettgau gehörte bis 1815 zum kursächsischen bzw. königlich-sächsischen Amt Eilenburg. Durch die Beschlüsse des Wiener Kongresses kam der Ort zu Preußen und wurde 1816 dem Kreis Delitzsch im Regierungsbezirk Merseburg der Provinz Sachsen zugeteilt, zu dem er bis 1952 gehörte.
Am 20. Juli 1950 wurde Zschettgau nach Kospa eingemeindet. Im Zuge der zweiten Kreisreform in der DDR im Jahr 1952 wurde Kospa mit Zschettgau dem Kreis Eilenburg im Bezirk Leipzig angeschlossen, welcher 1994 im Landkreis Delitzsch aufging. Am 11. Oktober 1965 schloss sich Kospa mit der Gemeinde Pressen zur Gemeinde Kospa-Pressen zusammen. Seit 1997 ist Zschettgau ein Ortsteil von Eilenburg.

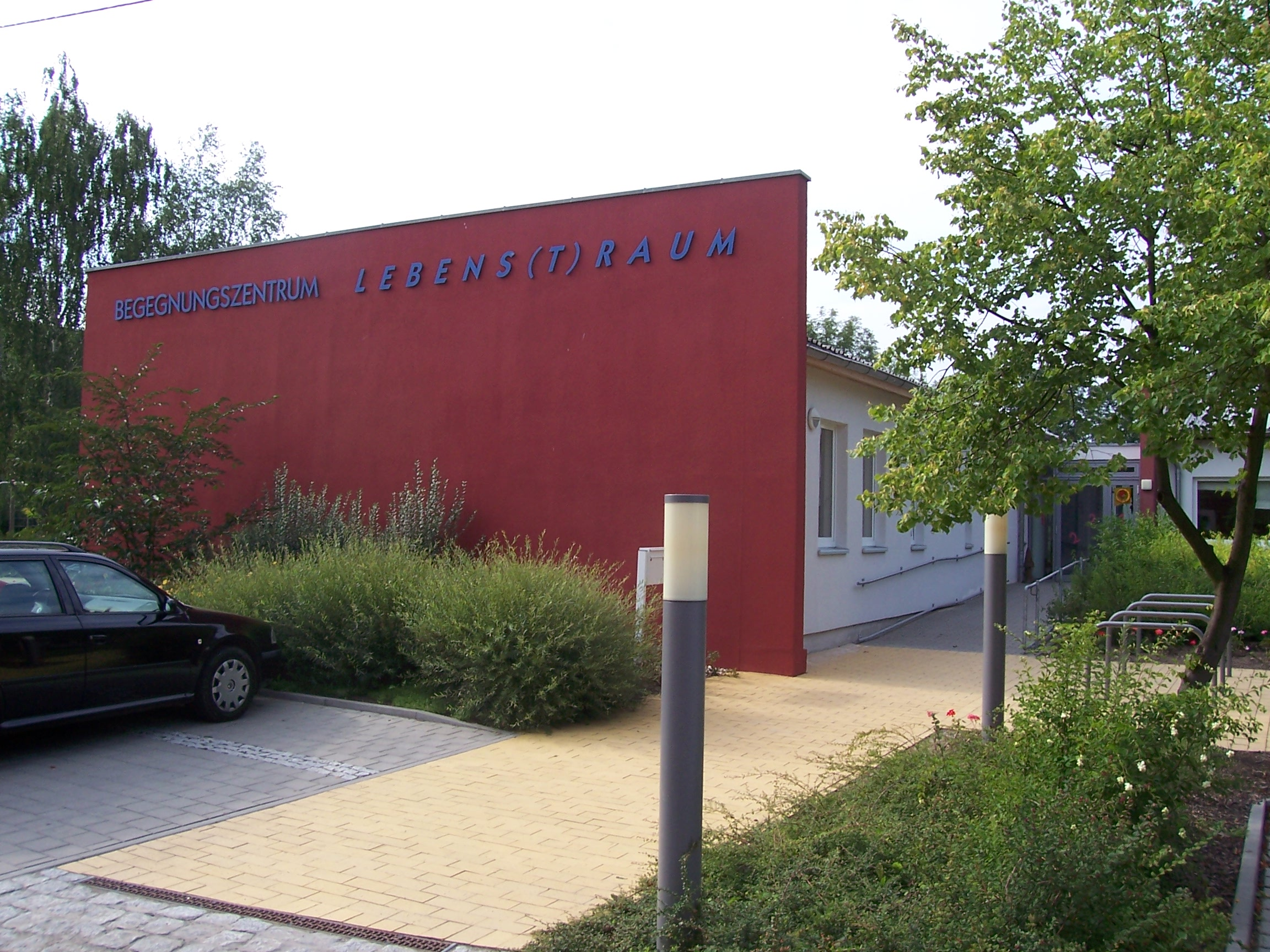
Begegnungszentrum Lebens(T)raum

## Öffentliche Einrichtungen
Zschettgau ist das kulturelle Zentrum der westlichen Eilenburger Ortsteile. Hier befindet sich das in Trägerschaft der Stadt Eilenburg befindliche und im Jahre 2003 neu gebaute Gemeindezentrum Lebens(T)raum. Dieser Bau, der behindertengerecht ausgestattet ist, versteht sich als Bürgerbegegnungszentrum, da es neben der Kindertagesstätte für Zschettgau, Pressen, Behlitz und Kospa auch ein Seniorenbegegnungszentrum beheimatet. Außerdem befinden sich in dem Gebäude auch die Freiwillige Feuerwehr Zschettgau und das Büro des Ortschaftsrates. Die Räumlichkeiten können auch für private Feiern gemietet werden.